# Straßenbahn Bologna
| Plan der im Jahr 2021 konkret vorgesehenen Straßenbahnlinien |                      |                                |                                |
| Streckenlänge: | 22,4 km              |                                |                                |
| Spurweite: | 1435 mm (Normalspur) |                                |                                |
| Stromsystem: | 750 V =              |                                |                                |
| |                      |                                |                                |
| \| \| \| Bahnstrecke Padua–Bologna \| \| \| \| 0,0 \| Bologna Corticella \| Bologna Corticella \| \| \| \| Depot Nord \| \| \| \| \| Shakespeare \| \| \| \| \| Sant’Anna \| \| \| \| \| Bentini Sud \| \| \| \| \| Colombarola \| \| \| \| \| Lipparini \| \| \| \| \| Roncaglio \| \| \| \| \| Pinardi \| \| \| \| \| Marziale \| \| \| \| \| Facoltà di Agraia \| \| \| \| \| Depot Est \| \| \| \| \| Sighinolfi \| \| \| \| \| Pilastro \| \| \| \| \| Pirandello \| \| \| \| \| Cadriano Bivio \| \| \| \| \| Raccordo autostradale 1 \| \| \| \| \| De Giovanni \| \| \| \| \| San Donnino \| \| \| \| \| De Giovanni \| \| \| \| \| Ringbahn \| \| \| \| \| Viale Fiera \| \| \| \| \| San Donato \| \| \| \| \| Centro Zanardi \| \| \| \| \| Republica \| \| \| \| \| Istituto Aldini \| \| \| \| \| Lombardi \| \| \| \| \| Fiera-Aldo Moro \| \| \| \| \| Piazza dell’Unità \| \| \| \| \| Liberazione \| \| \| \| \| Beginn Neubaustrecke \| \| \| \| \| \| \| \| \| \| Piazza dell'Unità/ Zucca \| \| \| \| \| \| \| \| \| \| Matteotti Alta Velocità \| \| \| \| \| Bologna Centrale HSR \| \| \| \| \| Bologna Centrale \| \| \| \| \| Autostazione \| \| \| \| \| Via dei Mille \| \| \| \| \| VIII Agosto \| \| \| \| \| Indipendenza \| \| \| \| \| Marconi \| \| \| \| \| Ugo Bassi \| \| \| \| \| \| \| \| \| \| Lame \| \| \| \| \| Riva Reno \| \| \| \| \| Piazza Malpighi \| \| \| \| \| Porta San Felice \| \| \| \| \| Saffi \| \| \| \| \| Ospedale Maggiore \| \| \| \| \| Prati di Caprara \| \| \| \| \| Santa Viola-Opificio Golinelli \| \| \| \| \| Pontelungo \| \| \| \| \| projektierte Strecke \| \| \| \| \| Reno \| \| \| \| \| Fiorini \| \| \| \| \| Casalecchio Ceretolo \| \| \| \| \| Pontelungo \| \| \| \| \| Raccordo autostradale 14 \| \| \| \| \| nach Verona / Manuzio \| \| \| \| \| nach Mailand / Ducati \| \| \| \| \| Villaggio INA \| \| \| \| \| Marco Emilio Lepido \| \| \| \| \| Depot Borgo Panigale \| \| \| \| \| \| \| \| Fahrweg ohne Oberleitung \| \| \| \| |                      |                                |                                |
| |                      | Bahnstrecke Padua–Bologna      |                                |
| Bahnhof · U-Bahn-Bahnhof (Strecke außer Betrieb) | 0,0                  | Bologna Corticella             | Bologna Corticella             |
| U-Bahn-Abzweig geradeaus und nach links (Strecke außer Betrieb) · U-Bahn-Betriebs-/Güterbahnhof Streckenende und quer (Strecke außer Betrieb) |                      | Depot Nord                     | Depot Nord                     |
| U-Bahn-Haltepunkt / Haltestelle (Strecke außer Betrieb) |                      | Shakespeare                    | Shakespeare                    |
| U-Bahn-Haltepunkt / Haltestelle (Strecke außer Betrieb) |                      | Sant’Anna                      | Sant’Anna                      |
| U-Bahn-Haltepunkt / Haltestelle (Strecke außer Betrieb) |                      | Bentini Sud                    | Bentini Sud                    |
| U-Bahn-Haltepunkt / Haltestelle (Strecke außer Betrieb) |                      | Colombarola                    | Colombarola                    |
| U-Bahn-Haltepunkt / Haltestelle (Strecke außer Betrieb) |                      | Lipparini                      | Lipparini                      |
| U-Bahn-Haltepunkt / Haltestelle (Strecke außer Betrieb) |                      | Roncaglio                      | Roncaglio                      |
| U-Bahn-Haltepunkt / Haltestelle (Strecke außer Betrieb) |                      | Pinardi                        | Pinardi                        |
| U-Bahn-Haltepunkt / Haltestelle (Strecke außer Betrieb) |                      | Marziale                       | Marziale                       |
| U-Bahn-Strecke (außer Betrieb) · U-Bahn-Kopfbahnhof Streckenanfang |                      | Facoltà di Agraia              | Facoltà di Agraia              |
| U-Bahn-Strecke (außer Betrieb) · U-Bahn-Abzweig geradeaus und nach links |                      | Depot Est                      | Depot Est                      |
| U-Bahn-Strecke (außer Betrieb) · U-Bahn-Haltepunkt / Haltestelle |                      | Sighinolfi                     | Sighinolfi                     |
| U-Bahn-Strecke (außer Betrieb) · U-Bahn-Haltepunkt / Haltestelle |                      | Pilastro                       | Pilastro                       |
| U-Bahn-Strecke (außer Betrieb) · U-Bahn-Haltepunkt / Haltestelle |                      | Pirandello                     | Pirandello                     |
| U-Bahn-Strecke (außer Betrieb) · U-Bahn-Haltepunkt / Haltestelle |                      | Cadriano Bivio                 | Cadriano Bivio                 |
| U-Bahn-Strecke mit Straßenbrücke (Strecke außer Betrieb) · U-Bahn-Strecke mit Straßenbrücke |                      | Raccordo autostradale 1        | Raccordo autostradale 1        |
| U-Bahn-Haltepunkt / Haltestelle (Strecke außer Betrieb) · U-Bahn-Strecke |                      | De Giovanni                    | De Giovanni                    |
| U-Bahn-Strecke (außer Betrieb) · U-Bahn-Haltepunkt / Haltestelle |                      | San Donnino                    | San Donnino                    |
| U-Bahn-Strecke (außer Betrieb) · U-Bahn-Kopfbahnhof Streckenanfang · U-Bahn-Strecke |                      | De Giovanni                    | De Giovanni                    |
| Kreuzung links · U-Bahn-Kreuzung mit Eisenbahn (Strecke geradeaus außer Betrieb) · U-Bahn-Kreuzung · U-Bahn-Kreuzung mit Eisenbahn rechts |                      | Ringbahn                       | Ringbahn                       |
| U-Bahn-Strecke (außer Betrieb) · U-Bahn-Haltepunkt / Haltestelle · U-Bahn-Strecke |                      | Viale Fiera                    | Viale Fiera                    |
| U-Bahn-Strecke (außer Betrieb) · U-Bahn-Strecke · U-Bahn-Haltepunkt / Haltestelle |                      | San Donato                     | San Donato                     |
| U-Bahn-Strecke (außer Betrieb) · U-Bahn-Strecke · U-Bahn-Haltepunkt / Haltestelle |                      | Centro Zanardi                 | Centro Zanardi                 |
| U-Bahn-Strecke (außer Betrieb) · U-Bahn-Strecke · U-Bahn-Haltepunkt / Haltestelle |                      | Republica                      | Republica                      |
| U-Bahn-Haltepunkt / Haltestelle |                      | Istituto Aldini                | Istituto Aldini                |
| U-Bahn-Haltepunkt / Haltestelle (Strecke außer Betrieb) · U-Bahn-Strecke |                      | Lombardi                       | Lombardi                       |
| U-Bahn-Strecke (außer Betrieb) · U-Bahn-Haltepunkt / Haltestelle |                      | Fiera-Aldo Moro                | Fiera-Aldo Moro                |
| U-Bahn-Haltepunkt / Haltestelle (Strecke außer Betrieb) · U-Bahn-Strecke |                      | Piazza dell’Unità              | Piazza dell’Unità              |
| U-Bahn-Strecke (außer Betrieb) · U-Bahn-Haltepunkt / Haltestelle |                      | Liberazione                    | Liberazione                    |
| U-Bahn-Strecke nach links (außer Betrieb) · U-Bahn-Abzweig von links und ehemals von rechts · U-Bahn-Strecke nach rechts |                      | Beginn Neubaustrecke           | Beginn Neubaustrecke           |
| |                      |                                |                                |
| U-Bahn-Bahnhof |                      | Piazza dell'Unità/ Zucca       | Piazza dell'Unità/ Zucca       |
| |                      |                                |                                |
| Kreuzung links · Kopfbahnhof Ende Hochstrecke und quer · U-Bahn-Bahnhof |                      | Matteotti Alta Velocità        | Matteotti Alta Velocità        |
| Strecke quer · Kreuzung mit Tunnelstrecke · Bahnhof quer (im Tunnel) · U-Bahn-Kreuzung mit Eisenbahn mit Tunnelstrecke |                      | Bologna Centrale HSR           | Bologna Centrale HSR           |
| Strecke quer · Abzweig quer, nach links und von links · Bahnhof quer · U-Bahn-Kreuzung mit Eisenbahn geradeaus unten |                      | Bologna Centrale               | Bologna Centrale               |
| U-Bahn-Haltepunkt / Haltestelle |                      | Autostazione                   | Autostazione                   |
| U-Bahn-Haltepunkt / Haltestelle (Strecke außer Betrieb) · U-Bahn-Abzweig geradeaus und ehemals nach rechts |                      | Via dei Mille                  | Via dei Mille                  |
| U-Bahn-Strecke · U-Bahn-Haltepunkt / Haltestelle |                      | VIII Agosto                    | VIII Agosto                    |
| U-Bahn-Strecke · U-Bahn-Haltepunkt / Haltestelle |                      | Indipendenza                   | Indipendenza                   |
| U-Bahn-Haltepunkt / Haltestelle |                      | Marconi                        | Marconi                        |
| U-Bahn-Strecke nach links · U-Bahn-Turmhaltepunkt · U-Bahn-Strecke von rechts (außer Betrieb) |                      | Ugo Bassi                      | Ugo Bassi                      |
| U-Bahn-Strecke (außer Betrieb) |                      |                                |                                |
| U-Bahn-Bahnhof · U-Bahn-Strecke (außer Betrieb) |                      | Lame                           | Lame                           |
| U-Bahn-Strecke (außer Betrieb) |                      | Riva Reno                      | Riva Reno                      |
| U-Bahn-Strecke · U-Bahn-Haltepunkt / Haltestelle (Strecke außer Betrieb) |                      | Piazza Malpighi                | Piazza Malpighi                |
| U-Bahn-Haltepunkt / Haltestelle · U-Bahn-Strecke (außer Betrieb) |                      | Porta San Felice               | Porta San Felice               |
| U-Bahn-Haltepunkt / Haltestelle · U-Bahn-Strecke (außer Betrieb) |                      | Saffi                          | Saffi                          |
| U-Bahn-Haltepunkt / Haltestelle · U-Bahn-Strecke (außer Betrieb) |                      | Ospedale Maggiore              | Ospedale Maggiore              |
| U-Bahn-Haltepunkt / Haltestelle · U-Bahn-Strecke (außer Betrieb) |                      | Prati di Caprara               | Prati di Caprara               |
| U-Bahn-Haltepunkt / Haltestelle · U-Bahn-Strecke (außer Betrieb) |                      | Santa Viola-Opificio Golinelli | Santa Viola-Opificio Golinelli |
| U-Bahn-Haltepunkt / Haltestelle · U-Bahn-Strecke (außer Betrieb) |                      | Pontelungo                     | Pontelungo                     |
| U-Bahn-Strecke |                      | projektierte Strecke           | projektierte Strecke           |
| Brücke über Wasserlauf · U-Bahn-Brücke über Wasserlauf · U-Bahn-Brücke über Wasserlauf (Strecke außer Betrieb) |                      | Reno                           | Reno                           |
| Strecke · U-Bahn-Haltepunkt / Haltestelle · U-Bahn-Strecke (außer Betrieb) |                      | Fiorini                        | Fiorini                        |
| Strecke · U-Bahn-Strecke · U-Bahn-Betriebs-/Güterbahnhof Streckenende (Strecke außer Betrieb) |                      | Casalecchio Ceretolo           | Casalecchio Ceretolo           |
| Abzweig geradeaus und nach links · Bahnhof quer · U-Bahn-Turmhaltepunkt mit Eisenbahn-Strecke quer geradeaus oben |                      | Pontelungo                     | Pontelungo                     |
| Strecke mit Straßenbrücke · U-Bahn-Strecke mit Straßenbrücke |                      | Raccordo autostradale 14       | Raccordo autostradale 14       |
| Abzweig geradeaus und nach rechts · U-Bahn-Haltepunkt / Haltestelle |                      | nach Verona / Manuzio          | nach Verona / Manuzio          |
| U-Bahn-Haltepunkt / Haltestelle |                      | nach Mailand / Ducati          | nach Mailand / Ducati          |
| U-Bahn-Haltepunkt / Haltestelle |                      | Villaggio INA                  | Villaggio INA                  |
| U-Bahn-Bahnhof |                      | Marco Emilio Lepido            | Marco Emilio Lepido            |
| U-Bahn-Betriebs-/Güterbahnhof Streckenende |                      | Depot Borgo Panigale           | Depot Borgo Panigale           |
| |                      |                                |                                |
| Fahrweg ohne Oberleitung |                      |                                |                                |

Die Straßenbahn Bologna ist ein in Bau befindliches schienengebundenes Nahverkehrssystem in der italienischen Großstadt Bologna. Sie kann als Nachfolger des früheren Straßenbahnsystems verstanden werden, das zwischen 1880 und 1963 in Betrieb war.

## Neues Straßenbahnsystem
Die Wiedereinführung eines Straßenbahnsystems in Bologna ergibt sich aus dem Piano Urbano della Mobilità Sostenibile (PUMS, Plan für nachhaltige urbane Mobilität) der am 27. November 2018 beschlossen worden war.
Dieser Plan enthielt Konzepte für den Ersatz von Bus und Trolleybuslinien durch vier Straßenbahnlinien:
- Rote Linie (Linie 1): Von Borgo Panigale über den Hauptbahnhof von Bologna nach Centro Agro-Alimentare di Bologna. Erste Ausschreibungen wurden im August 2021 veröffentlicht.[3] Der westliche Ast der Linie 1 entspricht der Linienführung der historischen Straßenbahnlinie 3
- Grüne Linie (Linie 2): Vom Bahnhof Bologna Corticella über den Hauptbahnhof nach Due Madonne / via Larga. Die Streckenführung entspricht jener der früheren Straßenbahnlinien 14 bzw. 15
- Gelbe Linie: Vom Bahnhof Casteldebole zum Bahnhof Rastignano
- Blaue Linie: Vom Bahnhof Casalecchio Garibaldi zum Bahnhof San Lazzaro di Savena

Im November 2021 waren zwei Streckenabschnitte konkret zum Bau vorgesehen und deren Finanzierung gesichert:
| Linie                                                           | Linie                       | Anzahl Stationen | Länge    | Geplante Eröffnung |
| --------------------------------------------------------------- | --------------------------- | ---------------- | -------- | ------------------ |
| 1                                                               | Borgo Panigale – Fiera/CAAB | 34               | 16,5 km  | 2026               |
| 2                                                               | Via dei Mille – Corticella  | 19               | 7,4 km   | 2026               |
| Netz                                                            | Netz                        | 50*              | 22,4 km* |                    |
| * 4 Stationen and 1,5 km gemeinsame Strecke der Linien 1 und 2. |                             |                  |          |                    |

Der Beginn der Bauarbeiten für die Rote Linie fand im April 2023 statt.
Während das historische Straßenbahnnetz mit der in Italien früher gängigen Spurweite 1445 mm betrieben wurde, wird das neue Netz in Normalspur mit 1435 mm hergestellt.

## Errichtung

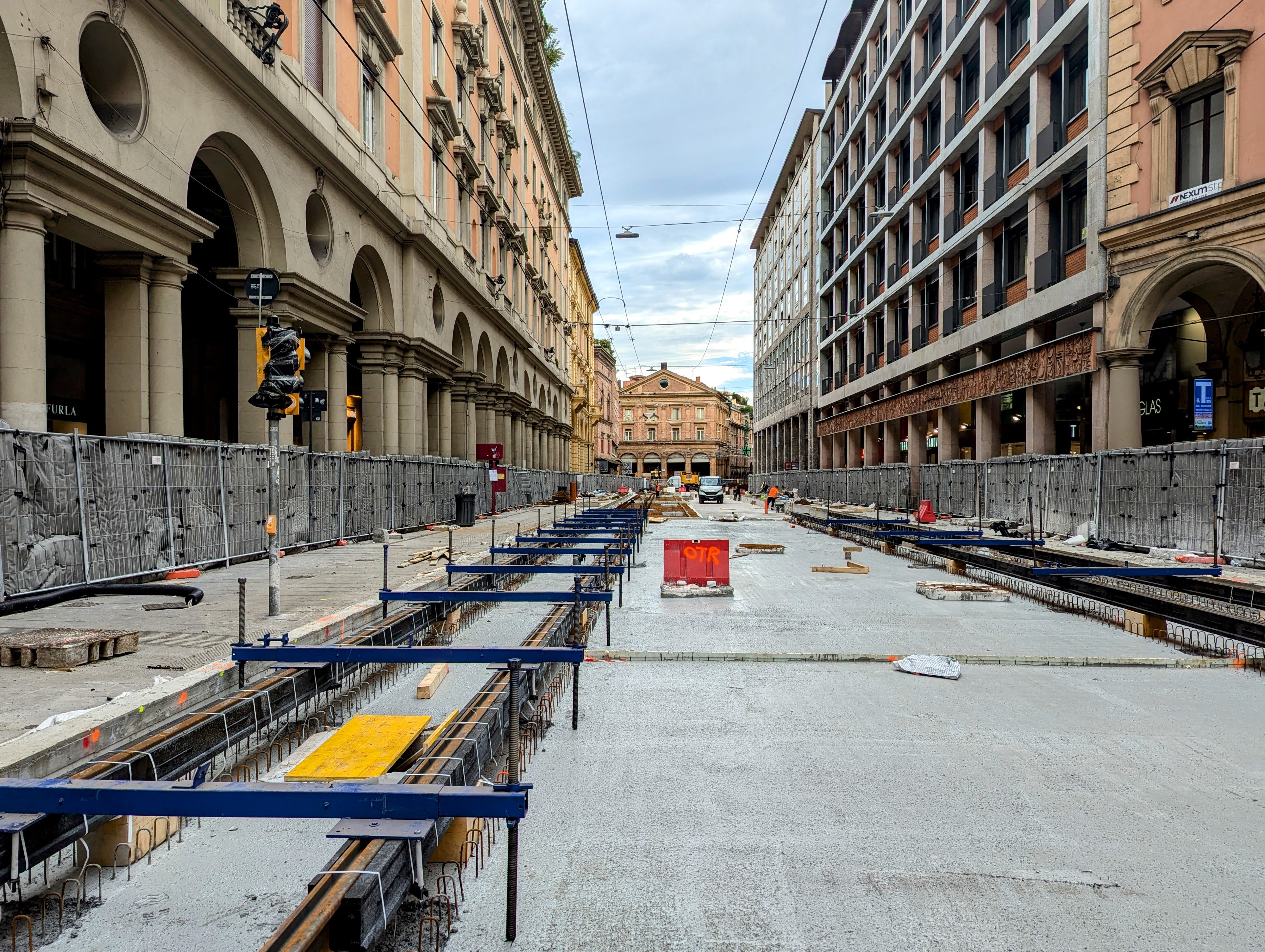
Bauarbeiten in der Via Ugo Bassi, September 2024

Am 11. Mai 2023 vermeldete die Plattform Metro Report International, dass die Bauarbeiten für die rote Linie begonnen hätten. Es wurde angegeben, dass diese Linie batteriebetrieben ausgelegt werden würde.
Am 18. Dezember 2023 berichtete die gleiche Quelle, das Konsortium CMB (Konsortialführer), Alstom Ferroviaria, Amplia und Alstom Transport wäre mit der Errichtung des ersten Abschnittes der grünen Linie inklusive Fahrzeuge beauftragt worden. Genannt wurde eine Auftragssumme von 272,2 Millionen Euro mit Kostenanteilen von 173 Millionen Euro für die Bauleistungen und 58,6 Millionen Euro für die Fahrzeuge. Die Inbetriebnahme des ersten Abschnittes ist für 2026 vorgesehen.

## Weitere Vorhaben
Zwei weitere Abschnitte der blauen Linie befinden sich in Planungsphasen:
| Linie | Linie                                         | Anzahl Stationen | Länge | Planungsphase                                                        |
| ----- | --------------------------------------------- | ---------------- | ----- | -------------------------------------------------------------------- |
| 2     | Corticella – Castel Maggiore                  |                  |       | Studie im Januar 2021 abgeschlossen                                  |
| 2     | Via dei Mille – Bahnhof Casalecchio Palasport |                  |       | Angekündigt am 11. Dezember 2021; Planungen Ende 2021 ausgeschrieben |

## Fahrzeuge
Ende März 2024 wurde bekannt, dass die Stadt Bologna für die Fahrzeugbeschaffung eine Ausschreibung im Amtsblatt der Europäischen Union veröffentlicht hatte. Dabei wurde ein Auftragsvolumen von 295 Millionen Euro angegeben.
Am 2. Juli 2024 meldete das Fachmagazin Eurailpress, dass im Ausschreibungsverfahren nur CAF ein Angebot abgegeben hatte. Im Oktober 2024 gab der Hersteller bekannt, den Auftrag für 33 sowie optional weitere 27 Fahrzeuge erhalten zu haben. Die bestellten Wagen der Typenfamilie Urbos sollen aus fünf Wagenteilen bestehen, 35 m lang und 2,40 m breit sein.

## Historisches Straßenbahnnetz

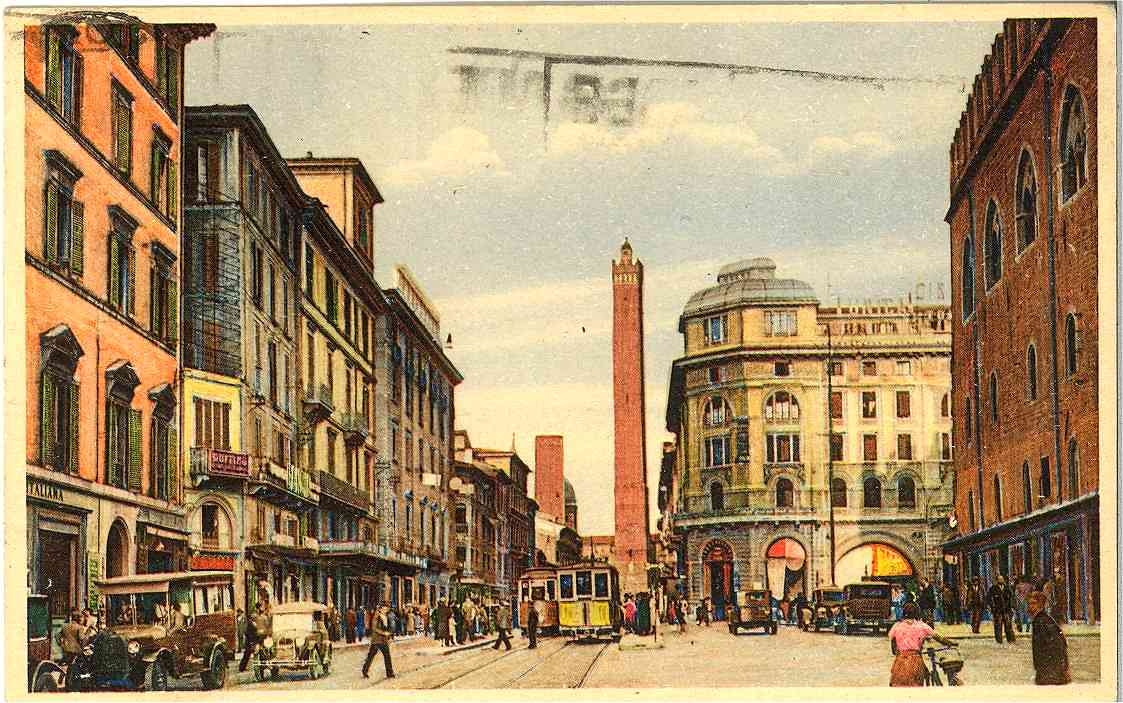
Diese Postkarte zeigt das historische Straßenbahnsystem von Bologna

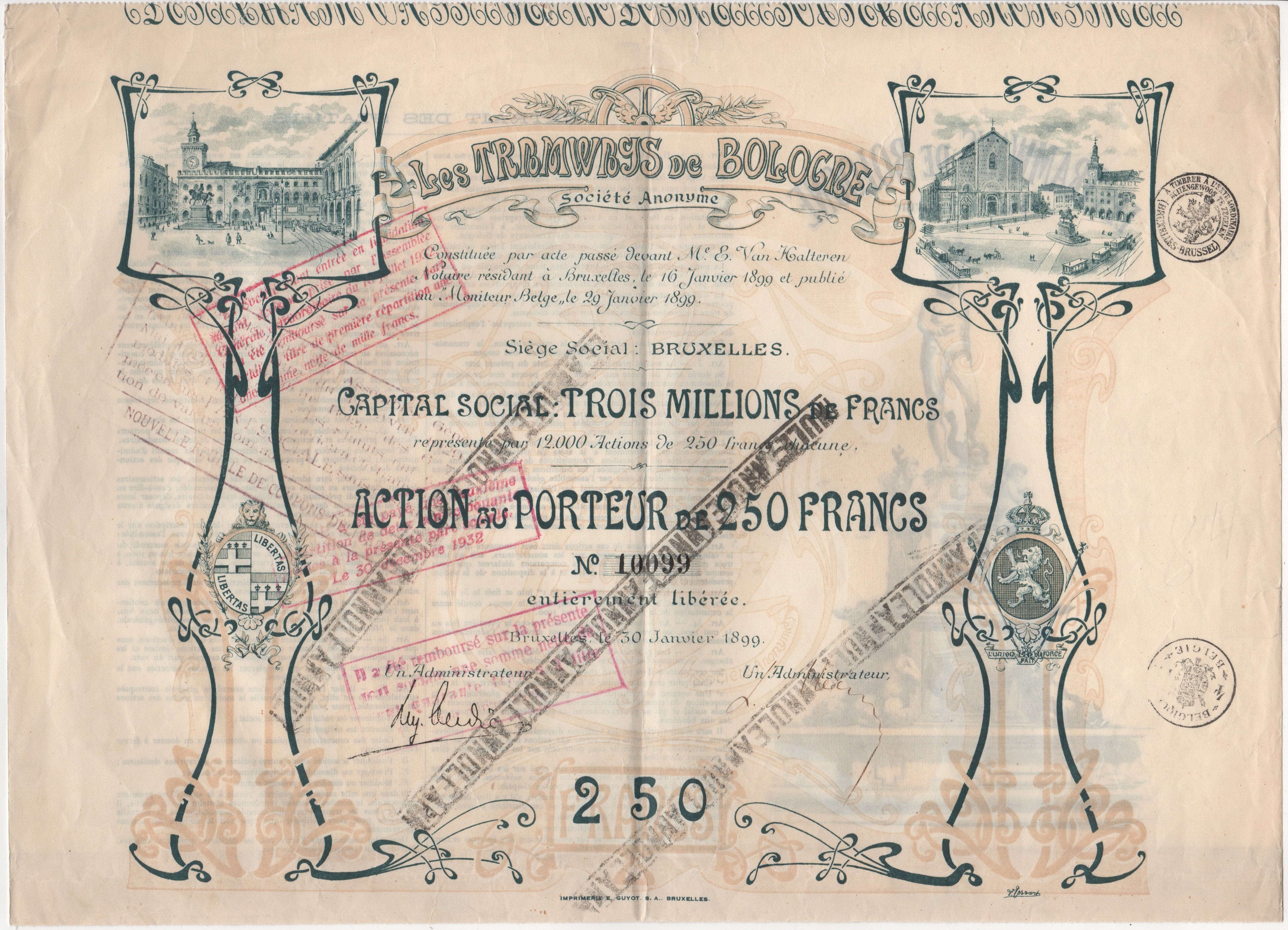
Aktie der Tramways de Bologne S.A. vom 30. Januar 1899

Straßenbahnnetz im Jahr 1952

Bis 1904 verkehrten Pferdestraßebahnen, danach wurde das Streckennetz ausschließlich elektrisch betrieben. Zeitweise bestanden bis zu 16 Straßenbahnlinien. Wie bei den meisten italienischen Straßenbahnsystemen stellte sich bereits ab den 1930er-Jahren ein Niedergang ein.
Die letzte Straßenbahn des ehemaligen Netzes verkehrte am 3. November 1963 auf der alten Linie 13.

### Fahrzeuge
(Quelle: )

#### Triebwagen
| Einheit    | Hersteller      | Baujahr   | Typ                  | Bemerkungen |
| ---------- | --------------- | --------- | -------------------- | --- |
| 1–55       | Nobili          | 1902–1903 | zweiachsig           | Mit offenen Plattformen, 1910 geschlossen; 1924 modernisiert wie die 66–106; Einheiten 33–41 im Jahr 1941 in 13–21 umnummeriert; 11 und 12 im Jahr 1947 umgebaut |
| 56–60      | Nobili          | 1902–1903 | zweiachsig           | Mit offenen Plattformen, 1910 geschlossen; 1924 modernisiert wie die 66–106                                                                                      |
| 61–65      | Nobili          | 1905      | zweiachsig           | Mit offenen Plattformen, 1910 geschlossen; 1924 modernisiert wie die 66–106                                                                                      |
| 66–70      |                 | 1907–1908 | zweiachsig           | |
| 71–80      | Marcinelle      | 1911      | zweiachsig           | |
| 81–96      | OMI             | 1911      | zweiachsig           | Wagen 85 wurde 1957 in 306 umnummeriert |
| 97–106     | OMI             | 1913–1914 | zweiachsig           | |
| 107–114    | OMI             | 1925–1926 | zweiachsig           | Ehemalige Beiwagen der Serie 310–324 |
| 115–126    | Casaralta       | 1927      | zweiachsig           | |
| 42–65 (II) | Werkstätten ATM | 1933–1937 | zweiachsig           | Umbau der Wagen der Serie 42–65 (gehörten ursprünglich zur Serie 1–65)                                                                                           |
| 201–216    | OMS             | 1934–1935 | Drehgestellwagen     | Triebwagen 201 und 210 wurden 1965 an die STEFER abgegeben |
| 217–229    | Werkstätten ATM | 1938–1940 | Drehgestellwagen     | Entspricht der Serie 201–216; Triebwagen 218 und 228 1965 an STEFER abgegeben                                                                                    |
| 501        | Werkstätten ATM | 1938      | zweiachsig           | 1957 in 307 umnummeriert |
| 33–41 (II) | OMS             | 1941      | zweiachsig           | Umbau der Wagen Serie 281–290 der Straßenbahn Bologna–Casalecchio–Vignola (gebaut SNOS 1906)                                                                     |
| 127–128    | SNOS            | 1906      | zweiachsig           | Ehemalige Serie 281–290 der Straßenbahn Bologna–Vignola, teilweise umgebaut                                                                                      |
| 601–608    | Werkstätten ATM | 1949–1953 | Dreiachs-Gelenkwagen | |
| 301–303    | Werkstätten ATM | 1953      | zweiachsig           | |
| 304–305    | Werkstätten ATM | 1957      | zweiachsig           | Umbau alter Wagen |

#### Beiwagen
| Einheit      | Hersteller | Baujahr | Typ        | Bemerkungen                                                                     |
| ------------ | ---------- | ------- | ---------- | ------------------------------------------------------------------------------- |
| 101–109      |            |         | zweiachsig | Ehemalige Pferdebahn-Beiwagen, später in 301–309 umnummeriert                   |
| 310–324      | OMI        | 1913    | zweiachsig | Acht Beiwagen wurden 1925–1926 motorisiert; die übrigen in 401–407 umnummeriert |
| 310–321 (II) |            |         | zweiachsig | Von der Straßenbahn Turin übernommen und 1925–1926 bei Casaralta umgebaut       |
| 351–360      | Casaralta  | 1927    | zweiachsig |                                                                                 |

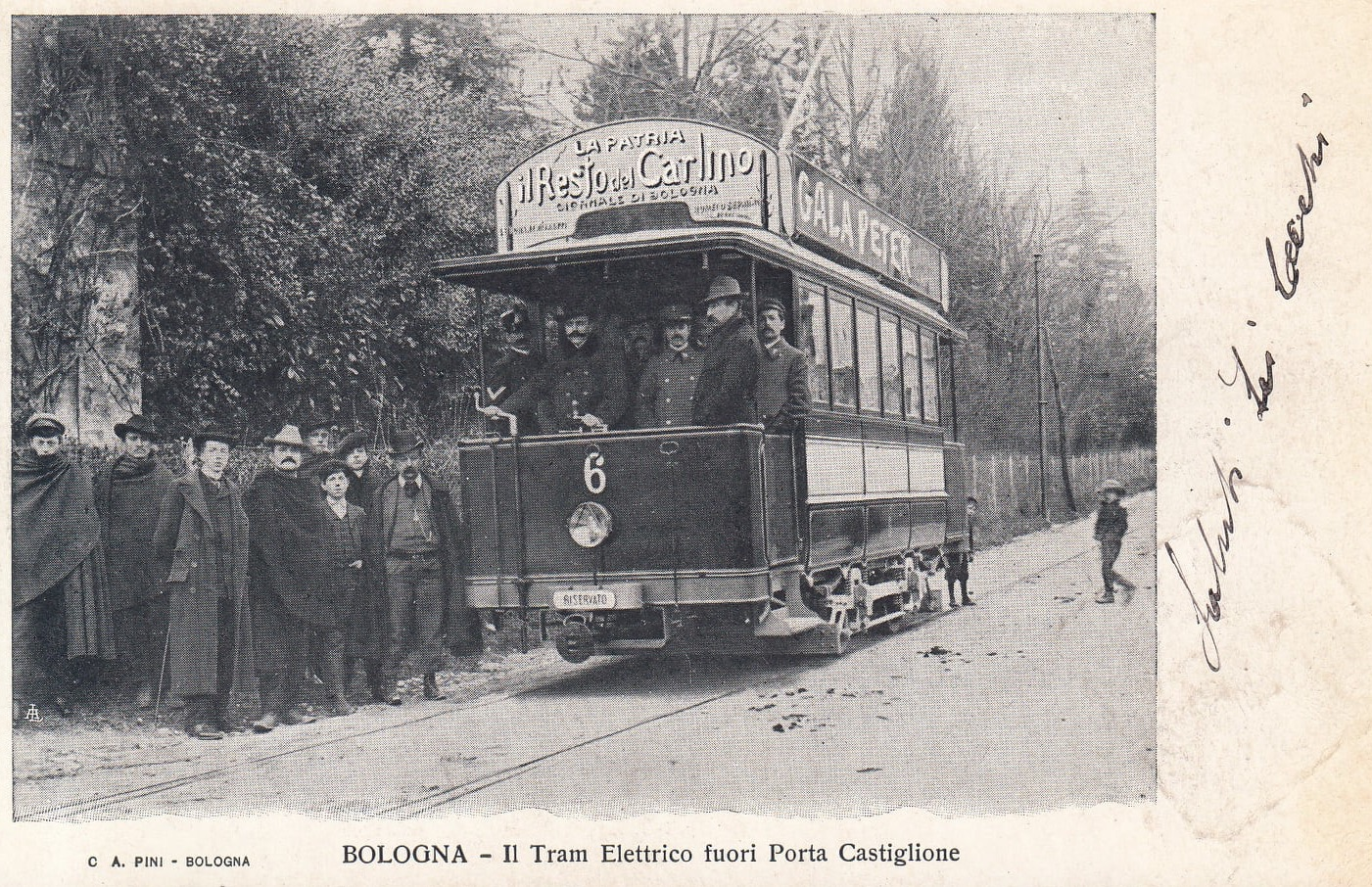
Triebwagen Nummer 6 des alten Straßenbahnsystems im Jahr 1903
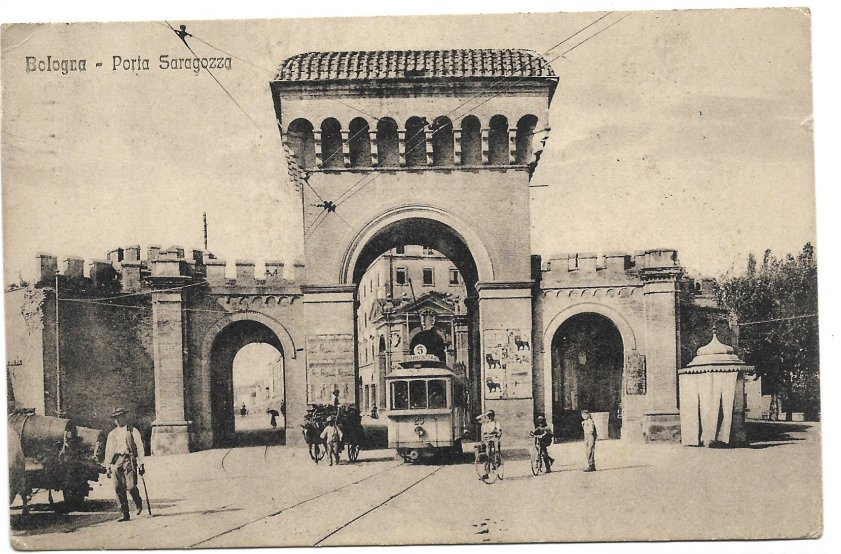
Porta Saragozza, 1923
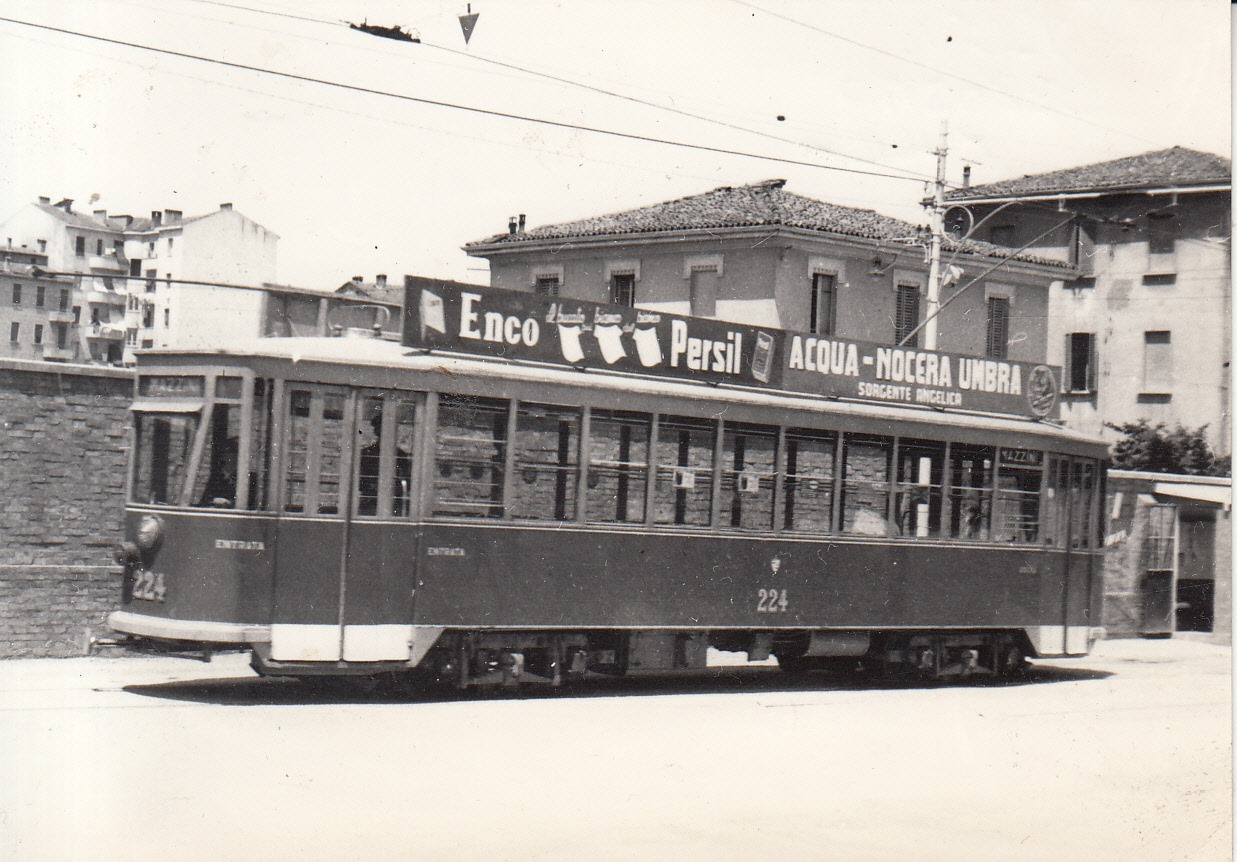
Straßenbahntriebwagen 224 im Jahr 1950
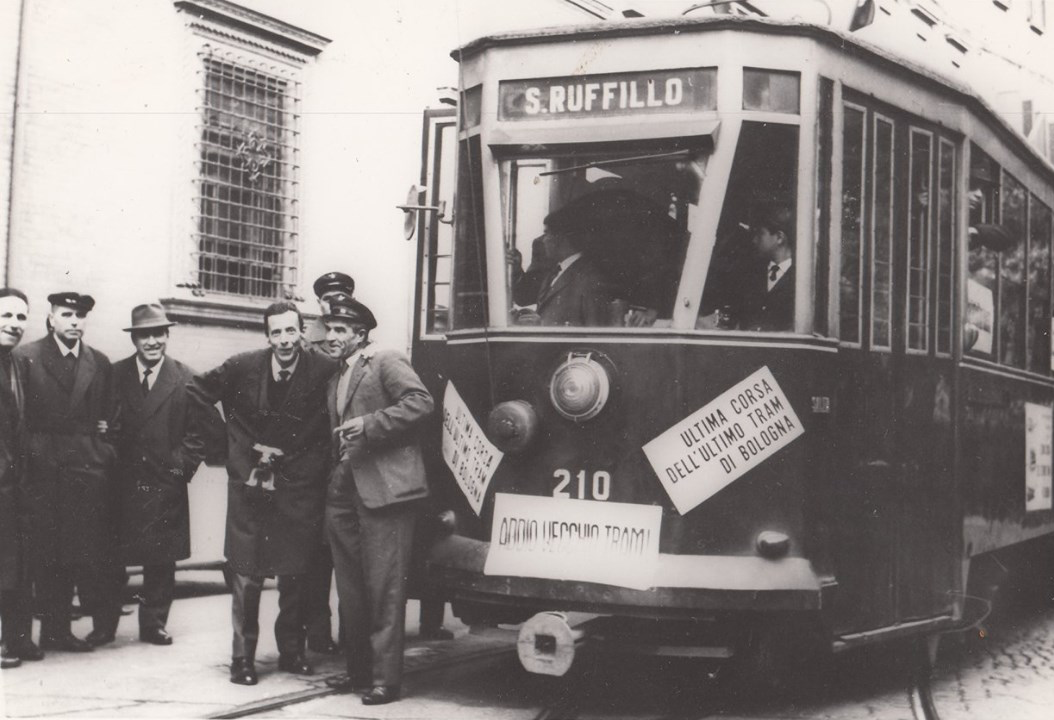
Letzte Fahrt  im alten Straßenbahnnetz. Triebwagen 210 auf Linie 13 in San Ruffillo

## Erinnerungskultur
Von den in Bologna eingesetzten Straßenbahnwagen sind fünf erhalten geblieben:
- Triebwagen 121, seit 1978 in der historischen Sammlung TPER (ehemals ATC) erhalten[17];
- Triebwagen 201, 2011 von der Associazione Torinese Tram Storici restauriert und im Einsatz auf der Linie 7 in Turin[18];
- Triebwagen 210, seit 1990 in der historischen Sammlung TPER[19];
- Triebwagen 218, seit 1977 in der historischen Sammlung TPER[20];
- Triebwagen 228, im Freien ausgestellt im Museo Memoriale della Libertà in Bologna.

Weiters ist noch das historische Depot Parco della Zucca der alten Straßenbahn erhalten.

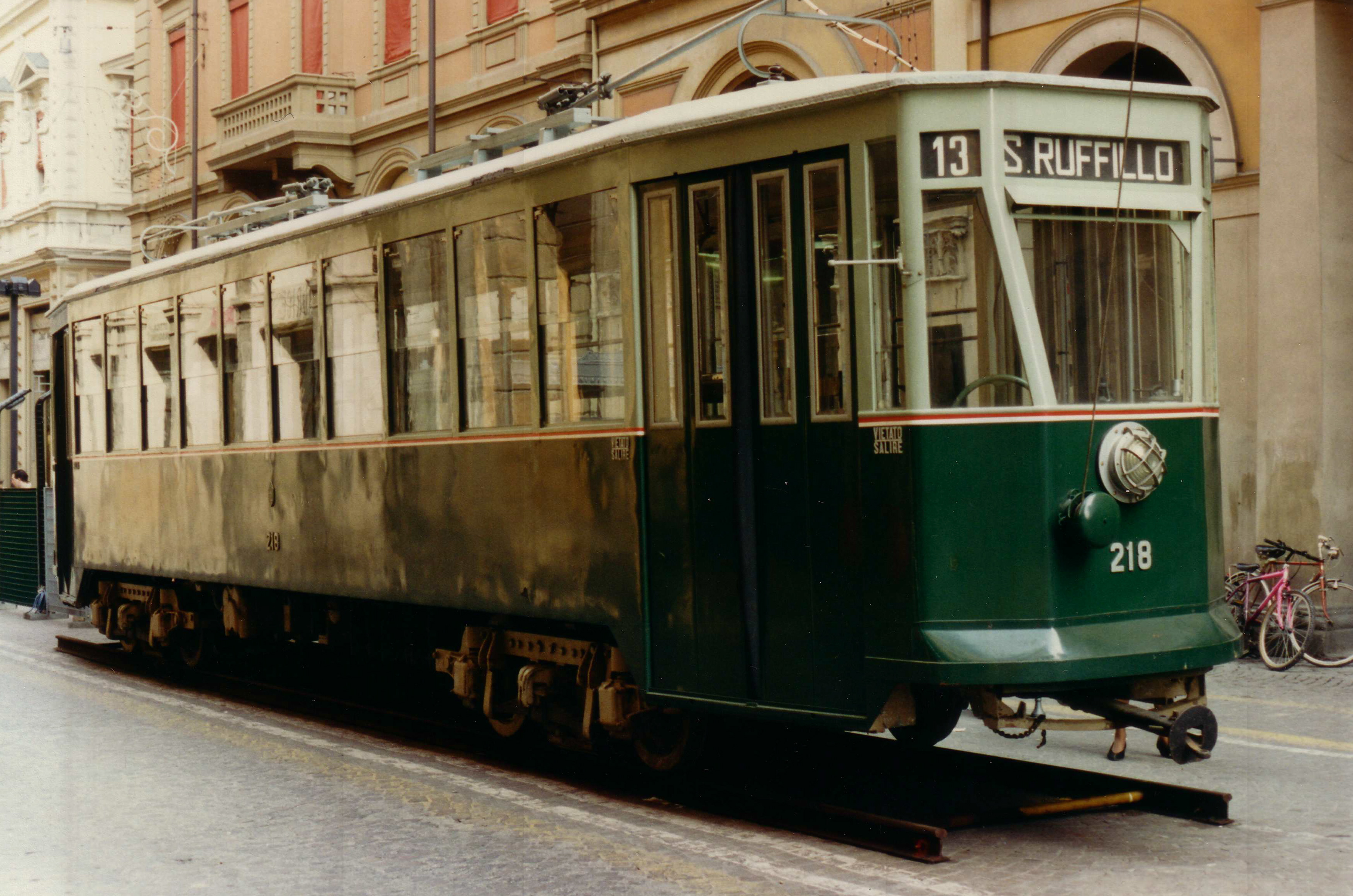
Historischer Triebwagen 218 im Jahr 2007
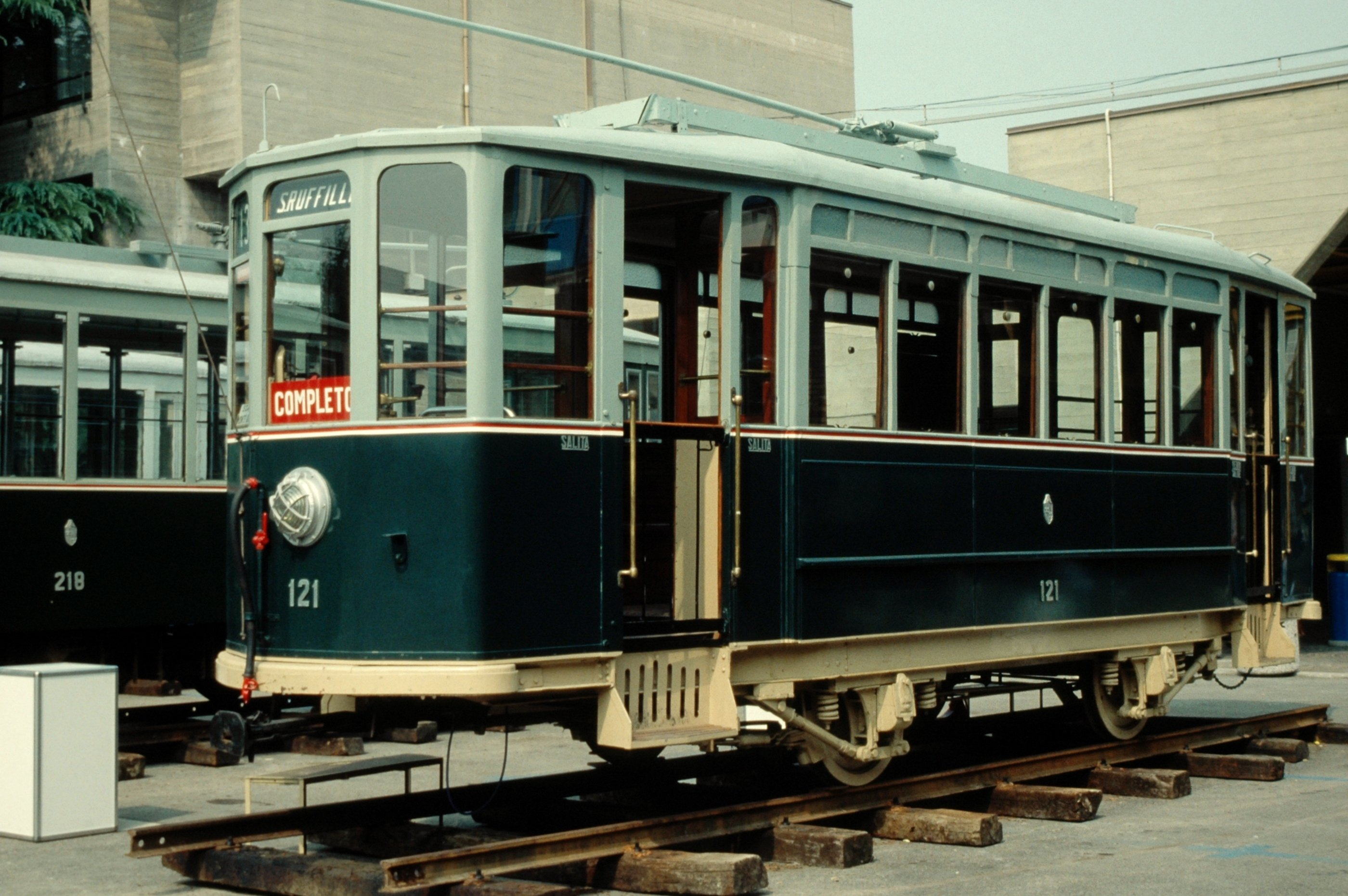
Historischer Straßenbahntriebwagen 121 im Jahr 2009
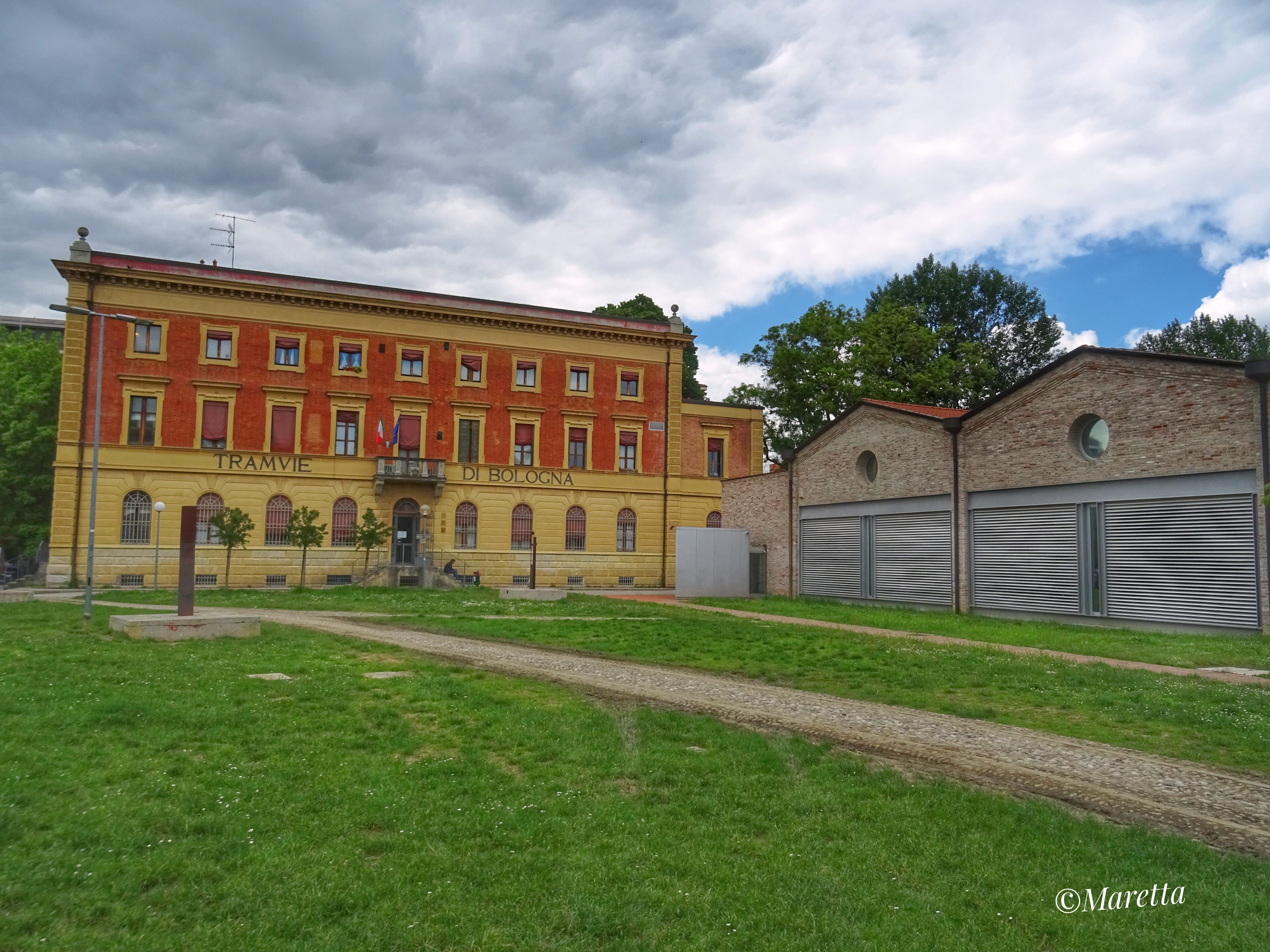
Historisches Depot Parco della Zucca im Jahr 2019

## Mediale Rezeption
Der 1954 erschienen Neorealismo-Film Geliebte Tram spielt auf der Straßenbahn Bologna, die Außenaufnahmen wurden auch hier gedreht. Standbilder der Filmproduktionsfirma zeigen den Bologneser Triebwagen 78, beschildert mit Linie 10 und Zielschild Via U. Bassi.